# Giuse Maria Trịnh Văn Căn
Giuse Maria Trịnh Văn Căn (19 tháng 3 năm 1921 – 18 tháng 5 năm 1990) là một hồng y và dịch giả Công giáo người Việt Nam. Ông cũng là Tổng giám mục thứ hai của Tổng giáo phận Hà Nội và là Chủ tịch Tiên khởi của Hội đồng Giám mục Việt Nam. Với vai trò lãnh đạo chính của giáo hội Công giáo miền Bắc Việt Nam sau năm 1975, Trịnh Văn Căn được xem là người đã giúp giáo dân miền Bắc vượt qua những khó khăn trong việc sống đạo giữa những đổi thay của đất nước và khi quan hệ giữa chính quyền Việt Nam và Tòa Thánh Vatican có những biến động lớn.
Giuse Maria Trịnh Văn Căn xuất thân trong một gia đình Công giáo tại Hà Nam. Năm 1949, ông được thụ phong linh mục rồi thi hành mục vụ tại Nhà thờ chính tòa Hà Nội với vai trò là linh mục chánh xứ, kiêm đặc trách giáo xứ Thịnh Liệt. Ông được Tòa Thánh bổ nhiệm làm Tổng giám mục Phó Hà Nội vào năm 1963. Ông cùng thi hành mục vụ với Tổng Giám mục Giuse Maria Trịnh Như Khuê cho đến năm 1978, khi Tổng Giám mục Khuê đột ngột qua đời và ông đương nhiên kế vị trở thành Tổng giám mục của Tổng giáo phận Hà Nội theo Giáo luật. Năm 1979, Giáo hoàng Gioan Phaolô II vinh thăng ông làm hồng y. Ông trở thành vị hồng y thứ hai của Giáo hội Công giáo Việt Nam. Hồng y Trịnh Văn Căn đã đảm nhiệm cương vị này suốt 11 năm cho đến khi ông qua đời.
Sau khi Việt Nam thống nhất vào năm 1975, ông cùng các giám mục Việt Nam thành lập Hội đồng Giám mục Việt Nam thống nhất với sự đồng ý của chính phủ Việt Nam. Giám mục Trịnh Văn Căn đã đảm nhiệm cương vị Chủ tịch Hội đồng Giám mục Việt Nam từ năm 1980 đến 1990. Trong thập niên 80 của thế kỷ XX, ông là người đã đóng góp nhiều công sức trong việc xin tuyên thánh cho 117 vị tử đạo Công giáo người Việt, các nỗ lực của ông đã được toại nguyện khi Giáo hoàng Gioan Phaolô II tuyên thánh cho họ vào năm 1988.
Ngoài các công việc mục vụ, Trịnh Văn Căn còn là một dịch giả Công giáo với nhiều bản dịch Kinh Thánh ra tiếng Việt. Ông đã sưu tầm, chỉnh lý, bổ sung, hệ thống hóa lại và phổ biến những bài vãn cổ dâng hoa Công giáo. Giám mục Căn cũng ghi nhạc cho những bài văn quý Công giáo từng bị tản mác, mai một và dịch các bài hát tiếng Latinh sang tiếng Việt.
Ngày 18 tháng 5 năm 1990, ông qua đời vì bệnh huyết áp và nhồi máu cơ tim. Mộ phần của Hồng y Trịnh Văn Căn được chôn cất ở gian trái Nhà thờ chính tòa Hà Nội.

## Thân thế và những năm đầu tu nghiệp
Trịnh Văn Căn sinh ngày 19 tháng 3 năm 1921 tại giáo xứ Bút Đông, giáo hạt Hà Nam, Tổng Giáo phận Hà Nội, thuộc thôn Đông Nội, xã Trác Bút, huyện Duy Tiên, nay là phường Châu Giang, thị xã Duy Tiên, tỉnh Hà Nam. Ông là con trai duy nhất của ông Phêrô Trịnh Văn Điền (qua đời năm 1952) và bà Anna Nguyễn Thị Thảo, cả hai người đều là người làng Bút Đông. Ông có một người em gái ruột tên là Têrêsa Avila Trịnh Thị Miều, hiện nay đang thường trú tại giáo xứ Phú Bình, Tổng giáo phận Sài Gòn. Cha mẹ lấy tên Thánh Giuse làm bổn mạng cho ông, do ông đã sinh vào đúng ngày lễ kính Thánh Giuse. Sau khi có người con đầu tiên là Trịnh Văn Căn, năm 1922, ông Trịnh Văn Điền đến Lào kiếm việc làm phù hợp với sở thích và hành nghề y tá tại đây. Sau đó, ông đến Thái Lan và trú tại Thị xã U-Bôn cho đến năm 1932 khi cùng bà Nguyễn Thị Thảo trở về Việt Nam.
Xuất thân từ một gia đình Công giáo, từ nhỏ cậu bé Căn đã đi theo giúp việc cho phó tế Phêrô Nguyễn Đức Tín tại quê nhà. Ngày 28 tháng 6 năm 1929, nhân dịp mẹ con Trịnh Văn Căn đến thăm linh mục chính xứ, chủng sinh Tín hỏi Trịnh Văn Căn về việc có muốn đi theo chủng sinh này và cậu nhận lời. Ngay ngày hôm sau, ông được mẹ cho theo thầy Nguyễn Đức Tín xuống Nam Định để tá túc và thụ giáo với linh mục chánh xứ Nam Định là Pédebidau (tên Việt là Hóa). Năm 1930, sau khi thầy Tín được truyền chức linh mục về giúp xứ Kẻ Vôi, ông đã đưa cậu bé Trịnh Văn Căn theo và cho học tại trường dòng Thường Tín. Năm 1931, ông đỗ bằng Sơ học Yếu lược Pháp – Việt và bắt đầu cuộc sống tu tập tại trường tập sự làm linh mục Hà Nội trong 3 năm. Đầu niên khóa 1934–1935, Trịnh Văn Căn được đưa vào học tại Tiểu chủng viện Hoàng Nguyên trong 5 năm, bấy giờ do linh mục Binet (thường được gọi là Cố Ninh) làm hiệu trưởng. Sau khi tốt nghiệp và nhận chức phó tế, ông được đưa về giúp xứ Yên Mỹ và đến năm 1941 thì được gọi về học Đại chủng viện Xuân Bích ở Liễu Giai do các linh mục thuộc Hội Linh mục Xuân Bích điều hành dưới quyền linh mục giám đốc Palliard (tên Việt là Lý).
Sau ngày 2 tháng 9 năm 1945 thì Chiến tranh Đông Dương xảy ra, với hoàn cảnh này, Đại chủng viện nơi Trịnh Văn Căn đang theo học bị đóng cửa, và ông đã tản cư về quê Bút Đông rồi lên Đại Ơn với linh mục Phêrô Nguyễn Đức Tín. Khoảng tháng 3 năm 1947, ông quay trở về đại chủng viện theo học lớp thần học thuộc Dòng Chúa Cứu Thế tại giáo xứ Thái Hà, giáo hạt Hà Nội dưới sự chỉ bảo của linh mục giám đốc Gagnon (tên Việt là Nhân) trong vòng một năm. Đầu năm 1948, ông trở lại học Đại chủng viện Xuân Bích ở Liễu Trai nay là Đại chủng viện Thánh Giuse Hà Nội, và cũng trong năm này ông đã thành lập các hiệp hội giáo dân Việt Nam.

## Thăng tiến trong công việc Mục vụ

### 1949–1963: Giai đoạn làm linh mục
Ngày 3 tháng 12 năm 1949, tại Nhà thờ chính tòa Hà Nội, Giám mục François Chaize Thịnh, M.E.P, truyền chức linh mục cho Trịnh Văn Căn cùng 4 người khác. Sau khi thụ chức, tháng 2 năm 1950, tân linh mục Căn được bổ nhiệm về xứ Hàm Long để phụ tá cho linh mục chánh xứ Giuse Trịnh Như Khuê. Một năm sau, linh mục Trịnh Như Khuê được Tòa Thánh bổ nhiệm làm giám mục Hà Nội. Ông cũng rời Hàm Long lên tòa giám mục nhận chức thư ký của tân giám mục. Sau đó, ông kiêm chức phó xứ nhà thờ chính tòa và phó giám đốc trường Trung học Dũng Lạc.
Tháng 8 năm 1952, linh mục chánh xứ chính toà Phêrô Nguyễn Huy Mai được bổ nhiệm làm giám đốc Tiểu chủng viện Piô XII kiêm tổng đại diện. Linh mục Căn được lên làm chánh xứ nhà thờ chính tòa Hà Nội (Nhà thờ Lớn) kiêm tổng quản miền Hà Nội. Năm 1954 khi hiệp định Genève được thực thi, 100 trong số 180 linh mục của giáo phận di cư cùng với giáo dân vào miền Nam Việt Nam. Linh mục Căn ở lại cùng với một số giáo dân phục vụ giáo phận và tiếp tục công trình trùng tu nhà thờ. Giáo dân đương thời xem ông là một trong những người dẫn dắt giáo hội Công giáo ở miền Bắc Việt Nam và giúp dân chúng vượt qua những khó khăn khi hoàn cảnh xã hội trở nên biến động vì quan hệ giữa chính quyền Việt Nam Dân chủ Cộng hòa và Tòa Thánh Vatican bị rạn nứt. Vào năm 1958, ông ra lệnh rung chuông Nhà thờ Lớn Hà Nội trong vòng một tiếng đồng hồ để kêu gọi sự trợ giúp từ giáo dân đến cứu nhà thờ trước một nhóm người xưng là quần chúng kéo đến giành trang trí nhà thờ trong dịp lễ Giáng Sinh. Nguyên do cũng vào thời điểm một năm trước, chính quyền nhân dịp Lễ Giáng sinh đã cho một đám đông đến nhà thờ này treo đèn hoa trang trí và buộc nhà thờ phải thanh toán với tổng số tiền quá cao. Sau việc này, linh mục Căn và linh mục Tổng đại diện Tổng giáo phận Hà Nội Gioan Lasan Nguyễn Văn Vinh cùng một số giáo dân bị chính quyền quy tội phá rối trị an. Linh mục Căn bị tuyên án 12 tháng tù treo. Năm 1959, linh mục Căn làm chánh xứ Nhà thờ chính tòa, đồng thời kiêm nhiệm xứ Kẻ Sét. Cùng năm này, nhà nước lúc bấy giờ đã tiến hành tịch thu khu đất tại Tòa Khâm sứ Hà Nội. Linh mục Chánh xứ Nhà thờ chính tòa Hà Nội Trịnh Văn Căn đã phải di chuyển tượng Đức Mẹ ra khỏi Tòa Khâm sứ vì lời đe doạ từ phía chính quyền. Năm 1960, với vai trò đại diện Hạt Đại diện Tông Tòa Hà Nội, linh mục Trịnh Văn Căn đến Hạt Đại diện Tông Tòa Lạng Sơn để dự đám tang cố Giám mục Đại diện Tông Tòa Félix-Maurice Hedde Minh. Tuy nhiên, khi đến nơi, việc an táng đã hoàn tất.
Khi nói về quá trình mục vụ của linh mục Trịnh Văn Căn, Giám mục Lôrensô Chu Văn Minh cho biết: trong thời gian mà linh mục Căn làm chính xứ Nhà thờ Lớn, ông rất quan tâm và yêu thương trẻ em, giúp lễ, ca đoàn, tổ chức vui chơi dã ngoại. Vì là một người yêu mến Maria như Giám mục Trịnh Như Khuê, ông sắp xếp và tập trung kĩ lưỡng cho các việc tôn kính bà; ông cũng yêu thương những người khó nghèo. Linh mục Căn là một người luôn giúp đỡ, cảm thông với giáo dân, và quan tâm chăm sóc các linh mục trẻ cũng như các nữ tu và các nhà dòng trong giáo phận.

### 1963–1979: Thăng tiến lên Giám mục
Đến ngày 5 tháng 2 năm 1963, Toà Thánh bổ nhiệm linh mục Trịnh Văn Căn làm Tổng giám mục phó Tổng giáo phận Hà Nội với quyền kế vị, tuy vậy lúc đó tòa giám mục Hà Nội chưa loan báo tin này vì nhiều lý do khác nhau. Theo Hồi ký của Trịnh Văn Căn, Tổng giám mục Trịnh Như Khuê đã dùng đặc quyền Toà Thánh trao, chọn linh mục Căn làm Tổng giám mục phó vào ngày lễ Đức Mẹ Nữ Vương, 31 tháng 5 năm 1963. Cũng theo linh mục Căn, ông đã được linh mục Nguyễn Tùng Cương báo thông tin được chọn làm giám mục vào chiều ngày 26 tháng 5. Giám mục tân cử Trịnh Văn Căn đã có cuộc gặp với Tổng giám mục Khuê vào ngày 27 tháng 5 và ngày 1 tháng 6 với tâm trạng bối rối và lo lắng. Theo Niên lịch của Toà Thánh Rôma, linh mục Trịnh Văn Căn được chọn làm giám mục vào ngày 29 tháng 5.
Mãi đến 4 tháng sau, ngày 2 tháng 6 năm 1963, linh mục Căn mới được tấn phong giám mục chính thức với tước hiệu phó tổng giám mục hiệu tòa Aela. Lễ tấn phong do Tổng giám mục Giuse Maria Trịnh Như Khuê làm chủ phong tại Nhà thờ Lớn Hà Nội dưới sự ngạc nhiên của giáo dân tổng giáo phận. Lúc ấy, Giám mục Căn được 42 tuổi. Một ngày sau lễ tấn phong, thông cáo từ tòa tổng giám mục Hà Nội tuyên bố bổ nhiệm ông làm Tổng giám mục phó của tổng giáo phận. Trong cuộc gặp riêng với tân giám mục Căn, Tổng giám mục Khuê khẳng định việc tương tự về tình trạng của mắt ông vào ngày 26 tháng 5. Một số người đương thời đã xem đây là hình thức "phong chức trước báo sau" cũng như nhiều trường hợp khác theo chủ ý của Tổng giám mục Giuse Maria Như Khuê. Cùng năm, ông tham dự Công đồng Vatican II cùng Tổng giám mục Sài Gòn Phaolô Nguyễn Văn Bình.
Từ năm 1973, Giám mục Trịnh Văn Căn đã dịch những bài hát tiếng Latinh sang tiếng Việt. Cùng trong năm này, Đại chủng viện Tràng Tập được mở cửa trở lại với danh hiệu mới là Đại chủng viện Thánh Giuse. Ông đảm nhiệm cương vị Giám đốc Đại chủng viện này Năm 1974, Tòa Thánh mời giám mục Khuê dự Thượng hội đồng Giám mục Thế giới với chủ đề "Evangelization in the Modern World" (Loan báo Tin Mừng trong thế giới hiện đại) tại Roma. Vì lý do sức khỏe, Tổng giám mục Trịnh Như Khuê đã cắt cử Tổng giám mục phó Trịnh Văn Căn đi dự thay với sự tháp tùng của linh mục thư ký Phanxicô Xaviê Nguyễn Văn Sang.
Ngày 21 tháng 9 năm 1974, ông sang Roma để tham dự Thượng hội đồng Giám mục Thế giới. Ông là giáo sĩ đầu tiên đến từ Bắc Việt Nam tham gia một sự kiện Công giáo Quốc tế, kể từ năm 1954. Lễ khai mạc được tổ chức ngày 27 tháng 9 năm 1974. Đây là sự kiện kết nối đặc biệt vì sau 20 năm chiến tranh Giáo hội Công giáo ở miền Bắc Việt Nam không có điều kiện liên lạc thường xuyên chính thức với Tòa Thánh. Trong bài diễn văn khai mạc, Giáo hoàng Phaolô VI chào mừng phái đoàn Việt Nam và bày tỏ sự tôn trọng khi nhắc tên Tổng giám mục phó của Hà Nội. Tại Thượng hội đồng Giám mục thế giới, ông đã đọc bài tham luận trình bày vắn tắt bốn điểm về tình hình hoạt động của Giáo hội Công giáo tại miền Bắc Việt Nam. Trong thượng hội đồng, ông cũng nói: Xin hãy gửi cho chúng tôi đời sống của các Thánh và ông cho rằng đó là điều cần nhất cho giáo dân của mình lúc đó. Giám mục Căn có bài phát biểu thứ hai trước Thượng hội đồng về vấn đề Trẻ em và vấn đề truyền giáo. Bài tham luận thứ II có nội dung chính là trẻ em là vai trò của trẻ em trong loan báo Phúc Âm. Bài tham luận đã tạo tiếng vang lớn trên toàn cầu, Roger Brien, một thi sĩ – văn hào ở Nicolet, Québec, Canada viết thư cho Tổng giám mục Căn, ghi rằng:"Trên thế giới Ngài đã thực sự được nổi tiếng về vấn đề "Rao giảng Phúc Âm của các trẻ em". Ông không nhắc tới chính trị hay chính quyền Việt Nam Cộng hòa ở miền Nam Việt Nam. Thượng Hội đồng kết thúc vào ngày 26 tháng 10. Vào ngày 19 tháng 10, nhờ sự sắp xếp và tài trợ của Đức ông Hasseler (Hüssler), Giám đốc Caritas quốc tế đã chịu mọi phí tổn giúp Giám mục Trịnh Văn Căn được gặp lại mẹ của mình, bà Anna Nguyễn Thị Thảo, sau 20 năm đằng đẵng xa cách. Trong cuộc gặp này còn có chị của mẹ Tổng giám mục Căn, đồng thời là thân mẫu linh mục Giuse Kỷ. Nội dung cuộc gặp, giáo hoàng hỏi thăm về tình hình giáo tỉnh Hà Nội, hàng giáo sĩ và giáo hữu. Kết thúc cuộc gặp gỡ, giáo hoàng tặng Tổng giám mục Căn một quả chuông có kích thước nhỏ, trên đỉnh chạm khắc chữ tượng trưng Chúa Kitô, xung quanh có bốn vị thánh công giáo là tác giả các sách Phúc âm và miệng chuông ghi chữ "công đồng Vaticano II". Ngoài ra, giáo hoàng cũng tặng vị tổng giám mục phó Hà Nội các sách nói về Công đồng Vatican II, các hình ảnh về Hội đồng. Các hình ảnh này Trịnh Văn Căn cho sao in ra nhiều để tặng các tín hữu Công giáo làm quà, kèm một số tràng hạt do chính giáo hoàng làm phép. Việc sắp xếp cho chuyến đi của mẫu thân Trịnh Văn Căn còn có các linh mục; các nữ tu ngoại quốc, Tổng giám mục Tổng giáo phận Sài Gòn Phaolô Nguyễn Văn Bình và cả Khâm sứ Tòa Thánh tại Việt Nam Henri Lemaitre.
Ngày 25 tháng 1 năm 1975, Tổng giám mục Trịnh Như Khuê và Tổng giám mục phó Trịnh Văn Căn có cuộc yết kiến Thủ tướng Việt Nam Dân Chủ Cộng Hòa Phạm Văn Đồng. Trong cuộc gặp, Tổng giám mục Khuê chuyển lời Giáo hoàng Phaolô VI đã tạo điều kiện cho các giáo sĩ tham gia Thượng Hội đồng Giám mục. Trong bài đăng vào giữa tháng 7 năm 1975, linh mục Michael Pomedli, người vừa thăm Bắc Việt Nam trong vòng 10 ngày theo lời mời của Uỷ ban Người Công giáo Hà Nội trích dẫn Tổng giám mục phó Trịnh Văn Căn đánh giá mọi người đều có đủ của ăn, áo mặc và nơi cư trú. Tổng giám mục phó cũng được trích dẫn đã ghi nhận tấm lòng của chính quyền đã cai trị với lòng khoan dung, đồng thời cho biết không có tấn công tôn giáo trên báo chí, đài radio và không có đàn áp.
Cũng trong năm 1975, ông xuất bản 5.000 cuốn Tân Ước do mình dịch. Năm sau đó, ông và một số người xuất bản ba tập Thánh Ca I, II, và III. Cùng trong năm, ông tháp tùng tân Hồng y Giuse Maria Trịnh Như Khuê đi nhận mũ đỏ (nhận tước Hồng y). Tháng bảy, ông và Hồng y Trịnh Như Khuê được đón tiếp tại Paris như một sự hiệp thông của linh mục tu sĩ hải ngoại với Giáo hội quê hương.
Ngày 26 tháng 6 năm 1977, ông phong chức linh mục cho chín người tại Nhà thờ chính tòa Hà Nội. Hơn một năm sau đó, khi Giáo hoàng Phaolô VI qua đời, Hồng y Giuse Maria Trịnh Như Khuê sang Roma bầu tân Giáo hoàng. Giáo hoàng Gioan Phaolô I được chọn ngày 26 tháng 8; Hồng y Trịnh Như Khuê chưa kịp về nước thì tân Giáo hoàng đã đột nhiên qua đời. Hồng y Khuê phải ở lại tiếp tục bầu Giáo hoàng mới, lần này Giáo hoàng Gioan Phaolô II được chọn vào ngày 16 tháng 10. Sau đó, Hồng y Trịnh Như Khuê về nước và ngày hôm sau vẫn dâng lễ bình thường, nhưng đến tối thì bị nhồi máu cơ tim và đột ngột qua đời. Với chức vụ Tổng giám mục Phó, Giám mục Trịnh Văn Căn đương nhiên kế vị chức vụ Tổng giám mục chính tòa Tổng giáo phận Hà Nội, trở thành người thứ hai đảm nhiệm cương vị này. Tổng giám mục kế vị Trịnh Văn Căn đã chủ tế lễ tang của Cố hồng y Giuse Maria Trịnh Như Khuê, đồng tế với ông còn có 11 giám mục và 50 linh mục. Báo Hà Nội Mới ghi nhận Tổng giám mục Trịnh Văn Căn đã gửi điện thư đến Trung ương Đảng Cộng sản Việt Nam, hứa động viên giáo hữu cùng chiến đấu chống quân xâm lược Trung Quốc, trong chiến tranh biên giới vào tháng 3 năm 1979.

## Lãnh đạo Công giáo miền Bắc Việt Nam

### Thăng Hồng y và thành lập Hội đồng Giám mục

Lễ nhận mũ Hồng y của Tổng giám mục Trịnh Văn Căn tại Rôma

Chỉ sáu tháng sau khi kế vị Giuse Maria Trịnh Như Khuê làm Tổng giám mục Tổng giáo phận Hà Nội, ngày 26 tháng 5 năm 1979, Tòa Thánh Vatican thông báo vinh thăng hồng y cho Tổng giám mục Hà Nội Giuse Trịnh Văn Căn khi ông chỉ mới 58 tuổi. Sau đó, ông cùng linh mục Phanxicô Xaviê Nguyễn Văn Sang lên đường sang Roma nhận mũ đỏ.  Lễ trao mũ Hồng y được tổ chức tại Đại sảnh đường Phaolô VI do Giáo hoàng Gioan Phaolô II làm chủ lễ. Ông chính thức nhận tước Hồng y linh mục nhà thờ Santa Maria tại Via, trở thành vị Hồng y người Việt thứ hai. Vị tân Hồng y đã đến nhận ngai tòa của mình tại Thánh đường Santa Maria tại Via. Ngày 25 tháng 7 năm 1979, ông viết thư cho linh mục tổng quyền Vincent de Couesnongle yêu cầu hợp tác về các vấn đề thiêng liêng cũng như kỹ thuật để xúc tiến việc phong Thánh cho các Chân phước Việt Nam. Cuối tháng bảy, ông trở về Hà Nội. Ngày 15 tháng 8 năm 1979, ông tiếp kiến Thủ tướng Việt Nam Phạm Văn Đồng.
Trong thập niên 1980, Hồng y Giuse Maria Trịnh Văn Căn tranh chấp đất ở Tòa Giám mục Hà Nội với chính quyền Việt Nam, nhưng họ không chấp nhận, hàng ngày hành hạ ông bằng cách bật nhạc ầm ĩ đến tận khi ông qua đời năm 1990. Hồng y Căn đã nhiều lần than phiền với chính quyền là mình không ngủ được, nhưng chính quyền không hồi âm. 
Hoàn cảnh mới của Việt Nam sau năm 1975 dẫn đến một nhu cầu mới cần cho Giáo hội Việt Nam là thành lập Hội đồng Giám mục của nước Việt Nam thống nhất, phù hợp với ước vọng chung của các giám mục Việt Nam đương thời. Sự khởi đầu thành lập Hội đồng Giám mục Việt Nam đã được nhen nhóm từ năm 1976 trong dịp Tổng giám mục Trịnh Như Khuê đi Roma nhận chức Hồng y trở về. Nhưng mãi đến năm 1979, khi Tổng giám mục Trịnh Văn Căn đi Roma nhận tước Hồng y trở về thì ông mới khẩn trương đàm thoại với chính quyền và Ban Tôn giáo Chính phủ Việt Nam để bàn thảo về sự hình thành một Hội đồng Giám mục Việt Nam thống nhất trên toàn quốc. Sau khi được Chủ tịch Hội đồng Bộ trưởng nước Cộng hòa xã hội chủ nghĩa Việt Nam Phạm Văn Đồng chấp thuận, ngày 3 tháng 1 năm 1980, ông đưa đơn chính thức xin phép chính quyền Việt Nam cho các giám mục Việt Nam được tập trung "Cấm phòng" ở Hà Nội để họp trù bị. Từ ngày 24 tháng 4 đến 1 tháng 5 năm 1980, 33 giám mục trong cả nước về Hà Nội dự Đại hội thành lập Hội đồng Giám mục Việt Nam và nhất trí bầu chọn ông làm Chủ tịch đầu tiên của Hội đồng Giám mục Việt Nam. Tại Đại hội này, các giám mục ra thư chung đầu tiên vào ngày 1 tháng 5, trong đó xác định rõ đường hướng mục vụ của Giáo hội Việt Nam như sau:
"Là Hội Thánh trong lòng dân tộc Việt Nam, chúng ta quyết tâm gắn bó với vận mạng quê hương, noi theo truyền thống dân tộc hoà mình vào cuộc sống hiện tại của đất nước. Công Đồng dạy rằng "Hội Thánh phải đồng tiến với toàn thể nhân loại và cùng chia sẻ một số phận trần gian với thế giới" (MV 40,2). Vậy chúng ta phải đồng hành với dân tộc mình, cùng chia sẻ một cộng đồng sinh mạng với dân tộc mình, vì quê hương này là nơi chúng ta được Thiên Chúa mời gọi để sống làm con của Người, đất nước này là lòng mẹ cưu mang chúng ta trong quá trình thực hiện ơn gọi làm con Thiên Chúa, dân tộc này là cộng đồng mà Chúa trao cho chúng ta để phục vụ với tính cách vừa là công dân vừa là thành phần Dân Chúa."

Hồng y Căn phát biểu trước Giáo hoàng trong chuyến đi Ad Limina 1980.

Sau kỳ Đại hội thành lập Hội đồng Giám mục Việt Nam, ông cùng một số Giám mục Việt Nam đi Hungary một tuần vào tháng 5 và được István Sarlós – Chủ tịch mặt trận nhân dân yêu nước tiếp đón, về phía Công giáo có Tổng giám mục Tổng giáo phận Esztergom László Lékai tiếp. Cũng trong năm này, sau khi tình hình tôn giáo giảm bớt căng thẳng, ông cho tái lập hàng ngũ giáo lý viên và mở lớp huấn luyện tầng lớp này. Việc này hồng y Căn được sự hỗ trợ của Dòng Mến Thánh Giá Hà Nội. Sau đó, Giuse Maria Trịnh Văn Căn cùng tất cả giám mục Việt Nam đi thăm Ad Limina (bổn phận viếng mộ các Thánh tông đồ theo luật lệ của Giáo hội Công giáo buộc các giám mục của mình cứ mỗi 5 năm phải viếng thăm một lần). Các giám mục chia thành hai đoàn, phía Bắc do ông dẫn đầu, phía Nam do Tổng Giám mục Sài Gòn Phaolô Nguyễn Văn Bình dẫn đầu. Đoàn giám mục do ông dẫn đầu khởi hành vào tháng 6, còn đoàn do Tổng giám mục Bình đi sau vào tháng 9 cùng năm. Đoàn giám mục Việt Nam do ông dẫn đầu còn đi thăm viếng Foyer Phát Diệm tại Roma và được tiếp kiến Giáo hoàng Gioan Phaolô II vào ngày 22 tháng 6.

### Dự Thượng Hội đồng và xúc tiến việc phong Thánh

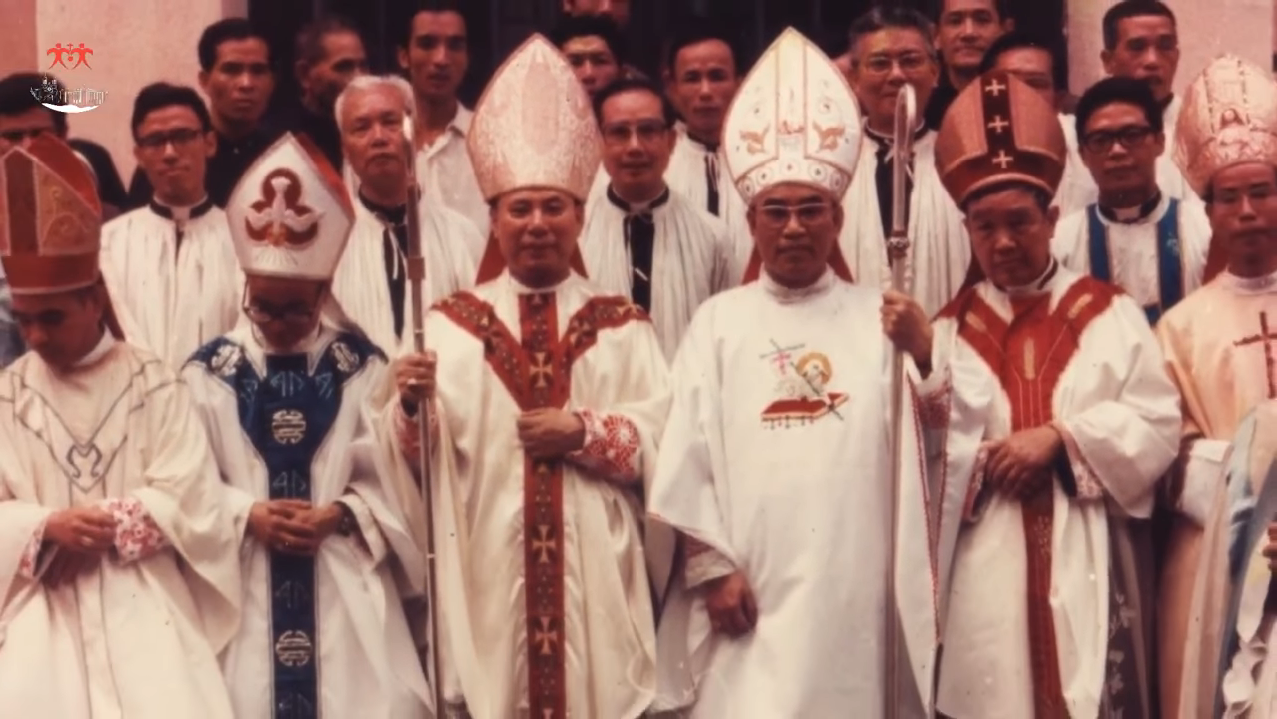
Lễ tấn phong giám mục Giuse Maria Nguyễn Tùng Cương 1979

Năm 1981, một tổ chức từ thiện ngoại quốc bảo trợ tái bản 50.000 cuốn Tân Ước do Hồng y Trịnh Văn Căn biên dịch làm quà tặng nhân dịp ông nhận tước Hồng y ở Roma. Sau đó, Tòa Thánh bổ nhiệm linh mục Phanxicô Xaviê Nguyễn Văn Sang, thư ký của Hồng y Căn làm Giám mục hiệu toà Sarda, giám mục phụ tá tại Tổng giáo phận Hà Nội. Lễ tấn phong Giám mục tại Nhà thờ Lớn vào ngày 22 tháng 4 cùng năm do Hồng y – Tổng giám mục Trịnh Văn Căn chủ phong, đến ngày 25 thì ông đặt giám mục Sang làm Tổng đại diện theo Giáo luật.
Năm 1982, được sự cho phép của chính quyền, ông truyền chức cho 6 linh mục. Tháng 3 năm sau đó, ông đã bị quản thúc tại gia trong khi 130 linh mục khác bị bắt vào trại cải tạo. Một tháng sau, ông gặp Tiến sĩ Frank Werkmeister - một trong những người sáng lập ra Hội Hữu nghị giữa nhân dân Cộng hòa Liên bang Đức và Cộng hòa xã hội chủ nghĩa Việt Nam, gọi tắt là Hội Hữu nghị với Việt Nam. Sau đó, ông tham dự Đại hội Giám mục Việt Nam lần II và tiếp tục được bầu làm Chủ tịch Hội đồng Giám mục Việt Nam nhiệm kỳ này. Cũng nhân dịp này và để giới thiệu danh sách các giám mục có thể đi Roma dự Thượng Hội đồng giám mục thế giới lần thứ VI năm 1983, các giám mục thành lập phái đoàn do ông dẫn đầu đến chào Ủy ban Trung ương Mặt trận Tổ quốc Việt Nam và Ban Tôn giáo của Hội đồng Bộ trưởng. Phái đoàn đã được ông Huỳnh Tấn Phát và ông Hoàng Quốc Việt tiếp đón tại các trụ sở.
Tháng 11 năm 1983, Đại hội Những người công giáo Xây dựng và Bảo vệ Tổ quốc Việt Nam lập ra Ủy ban Đoàn kết Công giáo Việt Nam và có mời ông tham dự, nhưng ông đã cử Giám mục Phụ tá Phanxicô Xaviê Nguyễn Văn Sang đi thay mình. Bình luận về vụ việc này từ các giám mục Việt Nam được cho là khá thận trọng: Tổng giám mục Thành phố Hồ Chí Minh Nguyễn Văn Bình nói rằng ông không xác nhận và cũng không lên án các ủy ban mới, còn Hồng y Căn thì cho rằng ông không thuộc vào nền tảng của uỷ ban này nên tránh đưa ra bình luận. Hồng y Trịnh Văn Căn đã bị quản thúc tại gia trong khoảng thời gian từ cuối năm 1983 đến năm 1984, cùng với khoảng 100 đến 200 linh mục bị đưa vào trại cải tạo hoặc bị cầm tù. Trong thời gian Giuse Maria Trịnh Văn Căn bị quản thúc, ngày 10 tháng 5 năm 1984, Giáo hoàng Gioan Phaolô II trong chuyến công du Thái Lan đã gửi điện văn cho Giáo hội Công giáo Việt Nam.

Hồng y Trịnh Văn Căn chụp hình cùng Giáo hoàng Gioan Phaolô II

Nhân dịp đầu năm mới Âm lịch 1985, ngày 14 tháng 1, Giáo hoàng Gioan Phaolô II gửi thư cho Hồng y Căn để hỏi về chuyến đi Ad Limina trong năm này của các giám mục Việt Nam. Vì không nhận được hồi đáp của ông nên lá thư được phát thanh bằng tiếng Việt qua đài phát thanh Vatican. Trong thư, giáo hoàng mong muốn gặp lại các Giám mục Việt Nam, đồng thời ông cũng thể hiện sự lo ngại của Tòa Thánh với tình hình của Giáo Công giáo tại Việt Nam. Trước khi việc phong Thánh cho các Chân phước Việt Nam được phê chuẩn, ông đã xin ý kiến Giáo hoàng về việc này, và ông cho rằng việc phong Thánh sẽ làm tăng giáo dân tại Việt Nam. Sau đó, ông viết thư thỉnh cầu xin Giáo hoàng Gioan Phaolô II phong Thánh cho các Chân phước Việt Nam nhân kỉ niệm 25 năm thành lập hàng giáo phẩm. Sau đó, Hồng y Trịnh Văn Căn đến gọi Đức ông Vinh Sơn Trần Ngọc Thụ ở nhà Phát Diệm tại Roma và trao đổi về vấn đề xin phong thánh cho các Chân Phước Tử Đạo Việt Nam, yêu cầu ông Thụ cho biết có đồng ý nhận trọng trách thỉnh cầu chuyện phong Thánh hay không. Đức ông Thụ nhận lời, và ông rút từ trong túi áo ra văn thư đã đánh máy, đóng ấn, ký sẵn; đó là lá thư ủy nhiệm cho Đức ông Thụ làm Cáo thỉnh viên vụ việc phong Thánh các Chân phúc Tử Đạo Việt Nam. Ngày 6 tháng 5, ông Trình Thỉnh nguyện thư đại diện Hội đồng Giám mục Việt Nam xin đẩy mạnh xúc tiến việc tuyên thánh cho các vị tử đạo Việt Nam. Sau khi ông làm đơn thỉnh nguyện phong thánh cho các vị tử đạo tại Việt Nam, ông phải nộp hồ sơ cá nhân của các vị tử đạo cho chính quyền. Hồng y Căn cũng phải chịu đựng việc bị cô lập bởi các anh chị em của mình, các giám mục, linh mục, và tu sĩ vì họ nghĩ ông chưa khôn ngoan và thận trọng. Vì vụ phong Thánh này, Chính phủ Việt Nam đã đặt các giám mục Hà Nội dưới sự giám sát cả ngày lẫn đêm.
Đột nhiên tôi thấy Đức Hồng y Giuse Maria Trịnh Văn Căn quỳ xuống ôm mặt khóc ầm lên và lớn tiếng kêu: "Xin thôi, xin thôi! Ông không có quyền thóa mạ, bôi nhọ cha ông chúng tôi là những người chúng tôi yêu mến và kính trọng". Nói đoạn, ngài lại lớn tiếng khóc.
  – Phanxicô Xaviê Nguyễn Văn Sang – Giũ bụi trần ai
Sau này, khi trả lời một cuộc phỏng vấn, Nguyên giám mục Phụ tá Hà Nội Phanxicô Xaviê Nguyễn Văn Sang, khi đó đã về hưu, cho biết thêm là vị đó bị trách cứ là "suýt nữa cụ Trịnh Văn Căn ngã xuống thì lúc đó con số phong hiển thánh sẽ là 118 vị chứ không phải là 117 vị." Giám mục Sang cũng cho biết, ông xúc động với hình ảnh hồng y Căn vái lạy các Giám mục chống đối xúc tiến việc phong thánh trong hội nghị. Theo ý kiến của Giám mục Lôrensô Chu Văn Minh và giám mục Phanxicô Xaviê Nguyễn Văn Sang thì vị đại diện chính quyền là ông Mai Chí Thọ đã phỉ báng các vị tử đạo Việt Nam, khiến Hồng y Trịnh Văn Căn bật khóc. Cũng trong năm này, danh sách đi Ad Limina dự kiến vào tháng 11 có ông cùng với Giám mục Phanxicô Xaviê Nguyễn Quang Sách (đi thay cho Tổng giám mục Huế Philípphê Nguyễn Kim Điền không được ra khỏi Huế), và Tổng giám mục Thành phố Hồ Chí Minh Phaolô Nguyễn Văn Bình. Tuy nhiên cuối cùng, giám mục Phaolô Huỳnh Đông Các thế chỗ giám mục Nguyễn Quang Sách để đi Ad Limina. Ba ông đã được tiếp đón nồng hậu, và hồng y Căn ở lại dự Thượng Hội đồng Giám mục Thế giới khóa ngoại lệ năm 1985 với chủ đề "The Twentieth Anniversary of the Conclusion of the Second Vatican Council" (Kỷ niệm 20 năm bế mạc Công Đồng Vatican II). Sau đó, ông cùng Giám mục Phaolô Nguyễn Văn Bình, Giám mục Phaolô Huỳnh Đông Các, và các linh mục Việt Nam đồng tế Thánh lễ với Giáo hoàng Gioan Phaolô II tại nhà nguyện của Giáo hoàng với sự tham dự của các nam nữ tu sĩ và giáo dân Việt Nam tại Roma để cầu nguyện cho đất nước và Giáo hội Việt Nam. Cũng vào năm này, bản dịch Tân Ước của ông được Cộng Đồng Công giáo Việt Nam tái bản lần thứ nhất tại Quận Cam, California.
Đầu tháng 11 năm 1985, Trịnh Văn Căn cùng tổng giám mục Phaolô Nguyễn Văn Bình, giám mục Phaolô Huỳnh Đông Các viếng một hai thánh tông đồ Phaolô và Phêrô, đồng thời yết kiến giáo hoàng Gioan Phaolô II. Từ ngày 24 tháng 11 đến ngày 8 tháng 12, Hồng y Căn tham gia Thượng Hội đồng Giám mục Thế giới khóa đặc biệt. Ngày 13 tháng 12, trước khi các giám mục Việt Nam về nước, họ đã đồng tế với giáo hoàng, cầu nguyện cho Giáo hội Việt Nam và đất nước Việt Nam. Cũng trong tháng 12 năm 1985, Giuse Maria Trịnh Văn Căn nhận được thư của Giáo hoàng Gioan Phaolô II với tư cách Chủ tịch Hội đồng Giám mục Việt Nam. Trong thư, Giáo hoàng tỏ ra tiếc nuối vì chỉ có ba Giám mục Việt Nam được phép qua Roma để thực hiện chuyến Ad Limina vừa rồi trong số 40 giám mục tại Việt Nam. Giáo hoàng tin rằng Hồng y Căn đã thực hiện tốt nhiệm vụ thay lời các giám mục khác không được đi Rôma, trong thư giáo hoàng cũng lưu ý đến điều này bằng cách nêu tên các giám mục Việt Nam theo từng giáo tỉnh rồi lần lượt từng giáo phận. Trong bài nói chuyện với Giáo hoàng trong buổi lễ tại Rome, ông cho biết rằng Giáo hội tại Việt Nam đã được cho phép in 80.000 sách lễ và 8.000 thánh kinh. Cũng nhân dịp kỉ niệm 25 năm thành lập Hàng giáo phẩm Việt Nam, ông dâng lễ tại Nhà thờ thánh Peter's Basilica. Sau khi nhận được thư của Giáo hoàng, ông thay mặt sáu triệu giáo dân Việt Nam gửi lời cám ơn đến giáo hoàng vì đã ủng hộ cứu trợ miền Trung Việt Nam vào năm 1984, đồng thời khẳng định giáo dân Việt Nam tự hào khi là thành viên của Giáo hội Công giáo Rôma.
Trong phiên họp thứ tám của Hội đồng Giám mục vào tháng 5 năm 1986, với Chủ tịch là Hồng y Trịnh Văn Căn, ông Nguyễn Văn Linh ca ngợi người Công giáo nhưng cảnh báo chống lại các hoạt động trá hình tôn giáo làm tổn hại đến lợi ích của đất nước. Ông Linh cũng thừa nhận có những sai sót khi thực hiện các chính sách tự do tôn giáo của Việt Nam, đồng thời kêu gọi các tổ chức của nhà nước kiên quyết khắc phục sửa chữa sai sót. Ông cũng chuyển lời chào từ Đảng và Hội đồng Bộ trưởng đến tất cả những người Công giáo Việt Nam và đánh giá cao những đóng góp của họ trong việc xây dựng quốc phòng, đặc biệt là giới trẻ Công giáo đã chiến đấu dũng cảm và hy sinh trong quân đội. Hồng y Căn trả lời trong một bài phát biểu được chuẩn bị mà người Công giáo cam kết sống trong nước và tham gia cùng những người khác trong việc xây dựng quê hương. Tháng 9 cùng năm, tỉnh Hà Nam Ninh, trong đó có vùng Giáo phận Bùi Chu bị cơn bão số 5 đánh vào, Hồng y Căn bày tỏ sự quan tâm đến các nhà thờ tại giáo phận này.

### Phong Thánh và những hoạt động cuối năm 1988
Năm 1987, Giuse Maria Trịnh Văn Căn được mời tham gia Đại hội đồng Giám mục thế giới khoá VII chủ đề The Vocation and Mission of the Lay Faithful in the Church and in the World (Các ơn gọi và sứ mệnh của các tín hữu giáo dân trong Giáo hội và trong thế giới) với nhiệm vụ chủ tịch đại biểu, nhưng ông không được chính quyền cấp phép qua Rôma; hai giám mục Việt Nam khác được đi thì chỉ được phép bay sang đây lúc đã hết một nửa thời gian Đại hội đồng Giám mục. Tuy nhiên, trong một bức thư gửi đến Thượng hội đồng vào ngày 20 tháng 9 và được công bố vào ngày 7 tháng 10 tại phiên họp buổi sáng của Thượng hội đồng thì Hồng y Căn cho biết ông không tham dự vì tình trạng bệnh tình của mình. Cũng trong năm này ông xuất bản Thánh Ca tập IV.
Một thời gian trước khi phong thánh cho 117 Chân phước Việt Nam tại Roma vào năm 1988, các cơ quan của nước Việt Nam đã phản đối mạnh mẽ việc này. Các nhà báo Việt Nam là Trần Bạch Đằng, Nguyễn Khắc Viện và các thành viên của Uỷ ban Đoàn kết Công giáo Việt Nam viết nhiều bài viết bày tỏ quan điểm không đồng tình với việc phong thánh của Giáo hội. Ông Viện cho rằng việc phong thánh là một đòn hiểm đối với sự đoàn kết dân tộc của Việt Nam. Ngoài tác động về mặt truyền thông, chính quyền Việt Nam cũng gây áp lực lên Hội đồng Giám mục Việt Nam. Báo Công giáo và Dân tộc có ý định xin chữ ký ủng hộ thỉnh nguyện thư hoãn việc phong Thánh. Hồng y Trịnh Văn Căn cùng nhiều giám mục, linh mục bày tỏ thái độ phản đối nên việc này bị đình chỉ. Đầu tháng 3 năm 1988, Hội đồng Giám mục Việt Nam tiến hành kỳ họp bất thường để thảo luận về vấn đề tuyên thánh. Sau khi kết thúc phiên họp bất thường vào ngày 4 tháng 3, Hội đồng ra thông cáo nhận định quan điểm của nhà nước xuất phát từ mong muốn giữ gìn sự đoàn kết dân tộc, mong muốn Nhà nước chấp thuận cho một đoàn giám mục Việt Nam đến Tòa Thánh để trình bày hiện trạng về việc phong thánh tại Việt Nam. Ngày 5 tháng 3, các giám mục Việt Nam đã có cuộc gặp với Chủ tịch Hội đồng Nhà Nước Võ Chí Công. Hồng y Căn đại diện các giám mục thông tin về cuộc họp bất thường cho Chủ tịch Hội đồng Nhà nước. Hồng y Trịnh Văn Căn được mời đến hội thảo của Ủy ban Khoa học – Xã hội Việt Nam vào ngày 10 tháng 3 năm 1988. Tại cuộc hội thảo này, nhiều ý kiến chia sẻ với Hồng y Căn bày tỏ sự khó chịu nhằm vào vụ việc tuyên thánh của Giáo hội Công giáo.
Phát biểu tại Hội nghị Thường niên Hội đồng Giám mục Việt Nam được tổ chức từ ngày 17 đến ngày 23 tháng 5 năm 1988, ông Nguyễn Quang Huy, Trưởng Ban Tôn giáo Chính phủ Việt Nam cho rằng ngay từ đầu, việc thỉnh nguyện tuyên thánh đã bị chính trị hóa cách thô bạo. Cụ thể, ông cho rằng đơn thỉnh nguyện do người ngoại quốc soạn sẵn nhằm để Hồng y Trịnh Văn Căn ký khi ở ngoại quốc, thiếu sự bàn bạc với giáo hội và Nhà nước Việt Nam. Chính những lý do trên đã tạo điều kiện cho những người gốc Việt tại ngoại quốc thực hiện mưu đồ chính trị. Ông Huy đưa ra các lý do: Giáo hội Công giáo Việt Nam thiếu sự chủ động, không được tham vấn và thiếu thông tin; việc phong thánh liên quan đến uy tín Việt Nam, là vấn đề hệ trọng nhưng chính quyền Việt Nam không được tham vấn; các nghi lễ mang tính chính trị và các giám mục thiếu sự can thiệp khi chính phủ Việt Nam phê phán; khơi gợi các vấn đề lịch sử phức tạp, nghi ngờ về thái độ chính trị của một số vị thánh, gây băn khoăn về thái độ của Giáo hội Công giáo tại Việt Nam. Ông Trưởng Ban Tôn giáo cho biết vì những lý do trên, ông thay mặt Hội đồng Bộ Trưởng cho biết Nhà nước không phản đối việc phong thánh nhưng mong Hội đồng Giám mục tỏ vai trò chủ động thông qua việc loại bỏ các yếu tố chính trị ra khỏi lễ phong thánh. Ông cũng định rõ những việc Hội đồng Giám mục phải làm để thể hiện vai trò chủ động, thể hiện trách nhiệm của Hội đồng Giám mục với giáo sĩ, giáo dân và xã hội.
Ngày 22 tháng 6, sau khi họp Cơ mật viện về việc phong Thánh, hồng y Casaroli – Quốc Vụ Khanh Tòa thánh gửi thư cho ông và Hội đồng Giám mục Việt Nam báo rằng Tòa Thánh đã chấp thuận việc phong thánh cho 117 Chân phước Việt Nam vào ngày hôm trước và sẽ cử hành vào cùng tháng năm sau, hồng y Casaroli cũng hy vọng buổi lễ phong thánh sẽ khuyến khích mọi người làm chứng cho đức tin và đức ái của họ ở giữa xã hội Việt Nam. Ba ngày sau, ông gửi thư đáp từ và cám ơn, trong đó ông cũng nói người Công giáo Việt Nam cũng rất vui mừng với tin này và cho biết ông có kế hoạch dẫn đầu một đoàn đại biểu Việt Nam lớn đến sự kiện này. Giáo hoàng Gioan Phaolô II cũng đã gọi điện cho Hồng y Căn ngay sau khi công nghị kết thúc để báo tin này. Khi vấn đề pháp lý cuối cùng cũng được giải quyết vào ngày 30 tháng 6. Với Văn thư số 196.245, Tổng Giám đốc Thường vụ Giáo hội Eduardo Martinez Somalo thông báo cho ba Cáo thỉnh viên Việt Nam, Pháp, và Tây Ban Nha thời điểm phong thánh là ngày 19 tháng 6 năm sau. Ngay trưa hôm đó, Đức ông Thụ, Cáo thỉnh viên Việt Nam, đã gửi điện văn bằng tiếng Latinh cho Hồng y Trịnh Văn Căn để thông báo việc này.
Với chức vị Tổng giám mục Hà Nội, Chủ tịch Hội đồng Giám mục nên ông thay mặt Hội đồng Giám mục Việt Nam trình bày các yêu cầu của Tòa Thánh vào ngày 16 tháng 11 năm 1985. Từ ngày hôm đó, các nhà chức trách đã bắt đầu một chiến dịch để làm mất uy tín của một số vị Thánh. Ông chuẩn bị văn bản chính thức gửi chính phủ Việt Nam vào năm 1988 để xin phép được tổ chức một phái đoàn đến dự các nghi lễ phong thánh tại Rome và để chuẩn bị cho lễ kỷ niệm ở Việt Nam một tuần sau đó. Sau đó ông viết cho một người bạn, Hồng y Căn nói rằng người Công giáo Việt Nam sẽ tham dự lễ phong thánh trong tinh thần với những lời cầu nguyện vào ngày 19 tháng 6. Ông thay mặt giáo dân Việt Nam cám ơn Giáo hoàng Gioan Phaolô II về quyết định phong thánh. Nội dung của bức thư được chuyển tiếp cho Giáo hoàng, những người diễn giải bức thư này nói ra các luận điểm chính như sau: Hồng y Căn không cùng chính phủ Việt Nam lên kế hoạch tìm cách hoãn lễ phong thánh, và ông sẽ không xác nhận bất kỳ phái đoàn Công giáo nào được chính phủ bổ nhiệm để đến Roma gây áp lực cho Giáo hoàng. Ông cũng không mong được phép đi đến Roma cho buổi lễ và nghĩ rằng chính phủ Việt Nam sẽ cho phép người Công giáo cử hành lễ phong thánh công khai hoặc tôn kính 117 vị tử đạo như thánh. Chính phủ Việt Nam đã phản đối việc phong thánh bởi vì theo chính sử, các vị tử đạo là tay sai của chủ nghĩa thực dân và lo ngại giáo dân dùng dịp lễ để biểu tình lớn. Ông cho rằng việc phong thánh không có ý nghĩa chính trị: "Nó không chỉ là một vinh dự cho Giáo hội tại Việt Nam, đó là một vinh dự cho tất cả người dân Việt Nam."

Hình kỷ niệm Ngân Khánh Giám mục của Hồng y Trịnh Văn Căn vào năm 1988

Ông nhượng bộ việc chọn bản văn đọc trong thánh lễ vì chính quyền cho rằng không nên dùng bản văn anh em nhà Ma-ca-bê mà nên chọn các bản văn khác. Giám mục Sang cho rằng sự nhượng bộ đó đem lại cơ hội tổ chức lễ trọng kính các thánh Tử đạo, đồng thời được in và sáng tác các bài thánh ca về các thánh Tử đạo Việt Nam. Tuy vậy, ông đã cho biết rằng các giám mục không muốn gây ra thêm sự chú ý từ chính phủ, việc phong thánh "Có thể gây ra những hiểu lầm về cuộc sống của cộng đồng Công giáo ở Việt Nam." Tháng 5 năm 1988, Giáo hoàng Gioan Phaolô II chọn ra một số giáo sĩ tham dự một buổi lễ của Giáo hội Chính thống Nga khi được mời, trong đó có ông. Cùng đi với ông có các Hồng y như John O'Connor, Hồng y Tổng giám mục Tổng giáo phận New York, Hồng y Agostino Casaroli, một nhân vật nhiều quyền lực, và cùng một số người khác. Bất chấp sự phản đối của chính phủ, Hồng y Trịnh Văn Căn cho biết rằng ông sẽ tham dự buổi lễ Roma sau khi đi du lịch tới Moskva để tham dự lễ kỷ niệm đánh dấu thiên niên kỷ của Kitô giáo ở Nga vào đầu Tháng Sáu.
Ngày 19 tháng 6 năm 1988, mặc dù được biết chính quyền Việt Nam phản đối và cản trở, Giáo hoàng Gioan Phaolô II vẫn tuyên Hiển thánh cho 117 vị tử đạo Việt Nam – việc mà Hồng y Trịnh Văn Căn đã liên tục xúc tiến. Đây là một lễ tuyên thánh lớn nhất trong lịch sử giáo hội Công giáo Rôma với 117 vị được tuyên thánh, vượt con số 103 vị ở Hàn Quốc cũng do Giáo hoàng Gioan Phaolô II tuyên vào năm 1984. Tuy nhiên từ phía Việt Nam không một phái đoàn nào được chính quyền cho phép đi tham dự. Sau đó, ông đã cử Giám mục Phụ tá Phanxicô Xaviê Nguyễn Văn Sang đứng đầu phái đoàn cùng Giám mục Bartôlômêô Nguyễn Sơn Lâm và Giám mục Phaolô Huỳnh Đông Các định sang Roma giải thích và dự lễ phong thánh, nhưng phái đoàn cũng không được phép đi. Hội đồng Giám mục Việt Nam tỏ ra rất cảm kích đến giáo hoàng về việc phong thánh này. Tháng 8, Hội đồng bộ trưởng thảo luận và cấp giấy phép cho Hồng y Trịnh Văn Căn tổ chức tôn kính 117 Thánh tử đạo và cử hành vào ngày 1 tháng 9 tại Việt Nam, tuy nhiên không cấp phép cho tất cả các giáo xứ thuộc các giáo phận.
Ngày 25 tháng 6 năm 1988, một tuyên bố của Giáo hoàng về buổi lễ gửi đến các giám mục Việt Nam, Hồng y Căn, và vị phụ tá của ông, Giám mục Nguyễn Văn Sang. Ngày 8 tháng 6 cùng năm, Tổng giám mục Huế Philípphê Nguyễn Kim Điền qua đời. Sau đó một tuần, ông đã cử hành lễ tang, đồng tế với ông có hầu hết các Giám mục Việt Nam và rất nhiều linh mục. Ngày 10 tháng 6, ông được Toà Thánh bổ nhiệm làm Tổng giám mục Giám quản Tông Tòa Tổng giáo phận Huế sau cái chết Tổng giám mục Điền, và ông đã chấp nhận việc bổ nhiệm này. Trên cương vị này, ông đi thăm các xứ đạo, gặp gỡ các linh mục, các tu sĩ, và chính ông sáu lần đề nghị với Tòa Thánh cho linh mục Stanislaô Nguyễn Đức Vệ làm Tổng giám mục Huế khi vị giám mục Giacôbê Lê Văn Mẫn, người được ủy quyền kế vị dưới thời Tổng giám mục Điền, từ chối. Lời giới thiệu của Hồng y Căn cũng không được Tòa Thánh và chính quyền chấp nhận. Một số linh mục giáo phận xin tái phục chức cho nguyên Tổng giám mục Phó Stêphanô Nguyễn Như Thể. Trong thời kỳ làm giám quản Huế, Hồng y Trịnh Văn Căn gây ra tranh cãi khi quyết định ngăn cấm dùng đỉnh hương và dâng hương trong nghi lễ của người Công giáo. Việc sử dụng đỉnh hương và thờ cúng tổ tiên Công giáo đã được Tòa Thánh cho phép và phổ biến trong nghi lễ. Sự cấm đoán của hồng y Căn đã tạo thành phong trào phản đối ông rất mạnh tại các giáo phận miền Trung Việt Nam. Hồng y Trịnh Văn Căn kết thúc nhiệm vụ Giám quản khi đột ngột qua đời tháng 5 năm 1990, và Tòa Thánh Vatican bổ nhiệm chính "linh mục tổng đại diện" Tổng giáo phận Huế Giacôbê Lê Văn Mẫn làm Giám quản Giáo phận này.
Cuối năm 1988, Tổng giám mục Phó Sài Gòn Phanxicô Xaviê Nguyễn Văn Thuận được ra tù nhưng bị đưa về Tòa Giám mục Hà Nội quản thúc, ngay dưới nơi cư trú của Hồng y Căn. Trước đó, trong lúc Tổng giám mục Thuận của Sài Gòn ở trong tù, Hồng y Căn và linh mục Giuse Đặng Đức Ngân nhiều lần vào thăm, và việc giám mục Thuận được cho về quản thúc tại Tòa Giám mục Hà Nội là do sự bảo lãnh của Hồng y Căn.

### Hoạt động trong năm 1989
Tháng 1 năm 1989, Giuse Maria Trịnh Văn Căn chủ tế lễ tang Giám mục Hưng Hoá Giuse Phan Thế Hinh và tiếp đón Hội đồng Giám mục Hoa Kỳ trong khoảng thời gian đoàn đến thăm Hà Nội từ ngày 4 tới ngày 9. Tháng 3, Giám mục chính tòa Giáo phận Thái Bình Giuse Maria Đinh Bỉnh qua đời, ông đảm nhận việc Giám quản trong khi chờ vị Tòa Thánh bổ nhiệm vị Giám mục mới cho Giáo phận này. Ông và Tổng Giám mục phó Phanxicô Xaviê Nguyễn Văn Thuận của Tổng giáo phận Thành phố Hồ Chí Minh cùng đồng tế Thánh lễ với Giáo hoàng Gioan Phaolô II vào tháng 4 tại nhà nguyện riêng của giáo hoàng với sự tham dự của người dân từ các cộng đồng người Việt. Ông ở lại Rôma đến ngày 23 tháng 4 thì trở về Việt Nam. Trước đó, ông và giám mục Thuận đã gặp gỡ với cac quan chức Vatican. Ngoài đồng tế cùng giáo hoàng, Hồng y Căn còn qua Rôma với mục đích tham dự cuộc gọi thường niên của Thánh bộ truyền giáo. Cũng trong tháng 4 cùng năm, ông ủy nhiệm Giám mục phụ tá Phanxicô Xaviê Nguyễn Văn Sang thay mặt mình tham dự Đại hội Thánh Thể quốc tế tổ chức tại Seoul (Hàn Quốc). Tháng 5, ông cùng qua Roma dự cuộc họp của Thánh bộ truyền giáo.
Tháng 7 năm 1989, Hồng y Roger Etchegaray đại diện Giáo hoàng Gioan Phaolô II đến Việt Nam trong vòng hai tuần. Sau khi Hồng y Roger trở về, ông viết thư cám ơn về chuyến thăm Việt Nam và xem đây là một "lễ Hiện Xuống mới." Trong chuyến viếng thăm, Hồng y Etchergaray còn đem theo một thông điệp của Giáo hoàng gửi cho Hồng y Căn và Hội đồng Giám mục Việt Nam. Nhận thấy tình hình phức tạp, hồng y Căn đã chọn cách gửi lại bức thông điệp của giáo hoàng thông qua chính quyền Việt Nam và sau đó cũng không nhắc tới thông điệp này. Thông điệp này được báo Công giáo và Dân tộc tóm tắt lại, cắt xén các từ ngữ mà họ cho là không phù hợp và cho đăng sau đó vào tháng 8 năm 1989. Cùng năm này, ông xuất bản cuốn Học đàn, học nhạc, học hát. Cũng trong năm này, một năm sau lễ phong Thánh, ông và vị Giám mục phụ tá của mình là Phanxicô Xaviê Nguyễn Văn Sang đi chữa bệnh ở Roma. Nhân dịp này, Đài phát thanh Vatican đã phỏng vấn Giám mục Sang trong vòng một giờ đồng hồ về sự kiện phong thánh Tử đạo Việt Nam. Tháng 10, ông viết thư thỉnh nguyện sang Vatican xin cho Giáo hội công giáo tại Việt Nam mừng lễ Thánh Anrê Dũng Lạc và các bạn tử đạo. Tháng 12, Hội đồng Giám mục Việt Nam bầu ban thường vụ mới; ông thôi giữ chức vụ Chủ tịch sau 3 khóa kéo dài từ năm 1980 đến 1989, và Tân chủ tịch mới kế nhiệm ông là Giám mục Xuân Lộc Phaolô Maria Nguyễn Minh Nhật.

## Cuối đời và kế vị

### Bổ nhiệm Giám quản Tông tòa
Trong năm 1989, Toà Thánh tái bổ nhiệm Giuse Maria Trịnh Văn Căn làm Giám quản Tông Tòa Giáo phận Hưng Hoá, thay cho giám mục Giuse Phan Thế Hinh qua đời tháng 1 năm 1989. Có một số người cho rằng Giáo phận được linh mục Giuse Nguyễn Phụng Hiểu coi sóc. Ông còn được bổ nhiệm làm Giám quản Giáo phận Thái Bình tháng 3 cùng năm thay cho Giám mục Giuse Maria Đinh Bỉnh qua đời tháng 3 và Giáo phận Thanh Hoá thay cho Giám mục Phêrô Phạm Tần qua đời tháng 2 năm 1990. Tháng 12, ông dự họp Hội đồng thường niên Hội đồng giám mục Việt Nam và ra thư mục vụ kêu gọi người Công giáo đồng lòng để phục vụ người nghèo và giáo dục trẻ em. Kỳ họp này đặc biệt có sự tham dự của Hồng y Agostino Casaroli. Ông cũng từng gặp gỡ linh mục Hermann Schmuck, một trong tám thành viên của Hội đồng chung tại Rome của Dòng Anh Em Hèn Mọn, trong chuyến thăm của ông này tại Việt Nam trong năm 1990.

### Qua đời và tang lễ

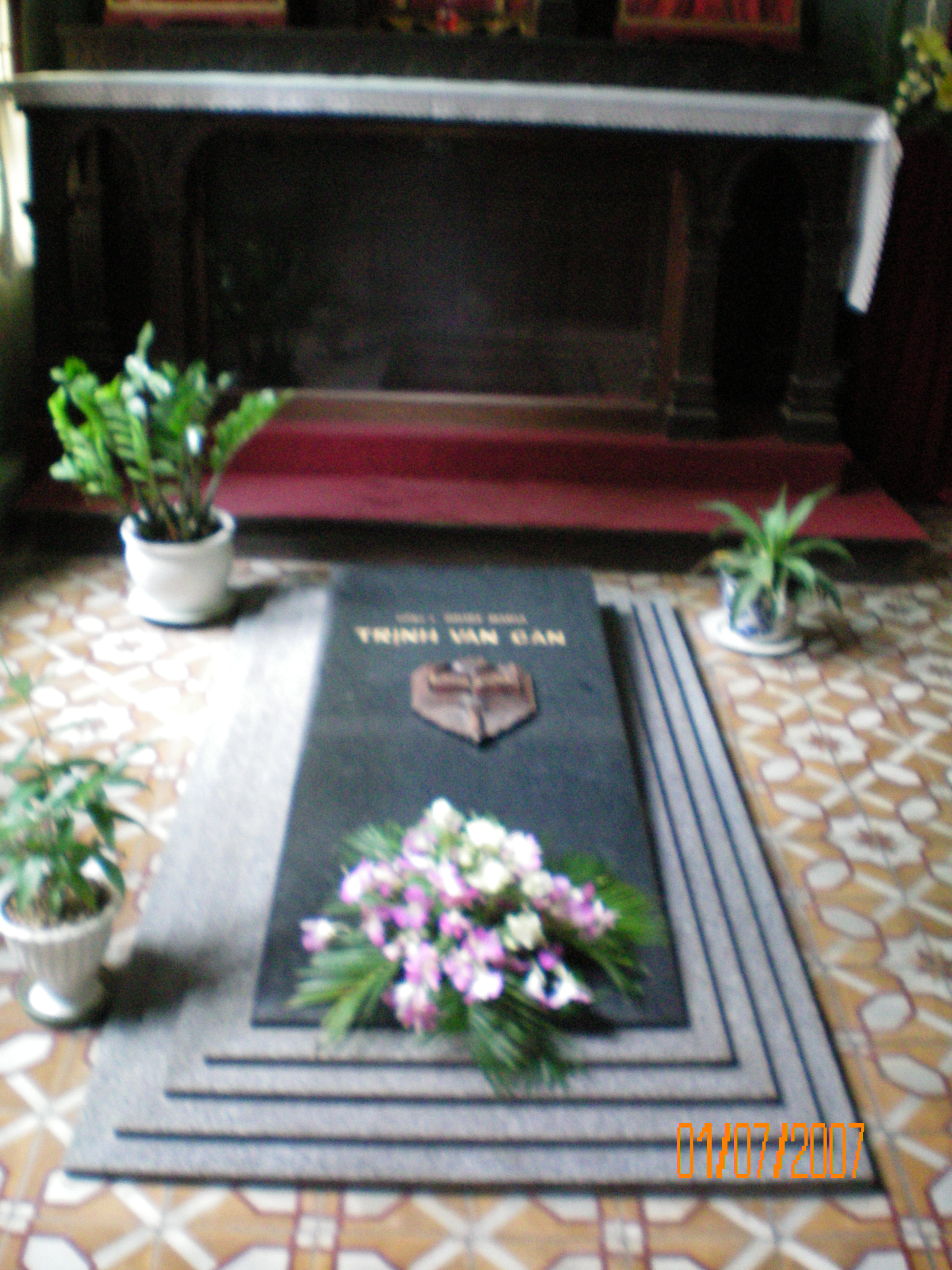
Phần mộ của Hồng y Giuse Maria Trịnh Văn Căn

Ngày 18 tháng 5 năm 1990, từ sáng tới chiều linh mục Giuse Đặng Đức Ngân, con thiêng liêng của Hồng y Căn vẫn làm việc giúp hồng y Căn, linh mục này không thấy một dấu hiệu bệnh tật nào nặng ở nơi vị Hồng y Hà Nội. Linh mục Ngân chia sẻ: "Khoảng 4h00 chiều tôi chào Ngài để về giáo xứ Thượng Thụy cách Tòa Giám mục Hà Nội 12 km, tôi không thể ngờ đó lại là lần cuối cùng gặp Ngài; vì ngay tối hôm đó gia đình đã lên báo tôi về ngay, và tôi chỉ còn gặp lại thi thể lạnh giá của Đức Hồng y tại phòng riêng của Ngài ở Tòa Giám mục Hà Nội"
Khoảng 20 giờ ngày 18 tháng 5, Dòng Mến Thánh giá Hà Nội nhận tin khẩn rằng Hồng y Trịnh Văn Căn rơi vào tình trạng nguy hiểm đến tính mạng. Các nữ tu, khi đến phòng riêng [tại Tòa giám mục] thì đã nhận thấy Hồng y Căn đã qua đời. Theo một nguồn tin, cố hồng y qua đời vào lúc 20:30 đột ngột trong phòng làm việc vì bệnh nhồi máu cơ tim và huyết áp, hưởng thọ 69 tuổi. Ông qua đời nên Tổng giáo phận Hà Nội với hơn 300.000 giáo dân thời điểm đó trống tòa. Do ngay sau ngày ông mất (19 tháng 5) là kỉ niệm 100 năm ngày sinh của Hồ Chí Minh nên để tránh biểu lộ nỗi đau trong dịp kỷ niệm này, cái chết của Hồng y Trịnh Văn Căn đã không được công bố cho đến ngày 21 tháng 5. Khi tin ông qua đời được công bố, Giáo hoàng Gioan Phaolô II gửi thư chia buồn đến Giám mục phụ tá tổng giáo phận Hà Nội Phanxicô Xaviê Nguyễn Văn Sang:
"Với tình cảm sâu sắc, tôi đã học được nhiều điều về cái chết của Đức Hồng y Giuse Maria Trịnh Văn Căn, Tổng giám mục Hà Nội.
Trong ghi nhớ mục vụ vượt trội của mình đến nhà thờ ở nước bạn, tôi khen với lòng nhiệt tâm hồn mình cho Thiên Chúa, cầu nguyện rằng Chúa sẽ thưởng công cho ông về hoạt động và rằng ông sẽ ở trong bình an của Chúa và chung sống cùng Đức Trinh Nữ Maria, các Thánh tử đạo Việt Nam và tất cả những người công chính."
Trong thông điệp của mình, Hồng y Casaroli cũng bày tỏ sự chia buồn với tư cách "huynh đệ" cho người Công giáo Việt Nam. Đài phát thanh Vatican gọi Hồng y Căn là một người khẳng định không nhượng bộ của các chân lý của đức tin... Và là người với không ít sức mạnh bảo vệ các cơ sở của giáo hội trong các vấn đề chính trị và xã hội đau đớn của đất nước. Các đường phố xung quanh nhà thờ bị đóng cửa sớm từ ngày 22 tháng 5. Lễ an táng được lên lịch và cử hành ngay hôm sau đó do Hồng y người Pháp Roger Etchegaray, đặc sứ của Giáo hoàng Gioan Phaolô II, làm chủ lễ cùng với sự tham dự của 20 giám mục, 120 linh mục, và khoảng 80.000 giáo dân. Lễ tang của cố hồng y [và các nghi thức khác] được phát trên vô tuyến trong khoảng thời gian ba ngày. Một linh mục ước tính khoảng một triệu người đã đến các đường phố quanh nhà thờ một ngày sau khi Giuse Maria Trịnh Văn Căn qua đời. Hàng ngàn người đến từ các vùng thôn quê nhưng chỉ có khoảng 3.000 người được đi qua căn phòng nhỏ tại nhà riêng, nơi đặt thi thể Hồng y mỗi ngày. Hơn 10.000 người đã xô xát xung quanh Nhà thờ chính tòa Hà Nội trong lúc tang lễ của ông. Có những tín hữu đến từ xe buýt và xe đạp hay thậm chí bám vào mái nhà và toa xe lửa. Chính vì vậy mà cảnh sát dựng rào chắn để kiểm soát đám đông, trong đó bao gồm nhiều người không thuộc Công giáo đến để nhìn vào màn hình hiển thị tang lễ. Chính quyền Hà Nội cho phép đám tang được tổ chức công khai trên quảng trường cây xanh nhỏ đối diện với nhà thờ. Nhiều người đến từ các tỉnh xa mang theo hoa viếng và chân dung của ông. Với chính sách tự do tôn giáo, thi hài của ông được tang lễ trọng thể trong khi có một đoàn người khác diễu hành trên đoạn đường chỉ cách đó vài trăm mét. Phần mộ của ông được an táng tại gian trái Nhà thờ chính tòa Hà Nội, ngay dưới bàn thờ các Thánh tử đạo Việt Nam.

### Kế nhiệm tại các Giáo phận
Sau khi Hồng y Trịnh Văn Căn qua đời, giáo phận ông cai quản trống tòa. Trước tình thế đó, ngày 5 tháng 7 năm 1990, Giám mục chính tòa Giáo phận Bắc Ninh Phaolô Giuse Phạm Đình Tụng được Tòa Thánh bổ nhiệm làm Tổng giám mục giám quản Tông tòa đầu tiên trong lịch sử Tổng giáo phận Hà Nội thay thế Hồng y Trịnh Văn Căn vừa qua đời, kèm thêm chức vụ Giám đốc Đại chủng viện Thánh Giuse Hà Nội. Vào năm 1993, linh mục Tổng đại diện của Giáo phận Bắc Ninh bị bệnh nên không thể trông coi giáo phận nên Giám mục Tụng phải bỏ Hà Nội trống tòa về lo cho giáo phận Bắc Ninh. Năm 1992, phái đoàn Toà Thánh do Đức ông Claudio Maria Celli  dẫn đầu đến Hà Nội để làm việc với chính phủ Việt Nam đề nghị giải pháp toàn bộ gồm ba điểm: bổ nhiệm Tổng giám mục Giám quản Phạm Đình Tụng là Tổng giám mục Hà Nội, Giám mục Phanxicô Xaviê Nguyễn Văn Thuận làm Tổng giám mục Phó Hà Nội, và Giám mục Nicôla Huỳnh Văn Nghi làm Tổng giám mục Phó Tổng giáo phận Thành phố Hồ Chí Minh. Tuy nhiên, do chính phủ không chấp nhận Giám mục Thuận làm Tổng giám mục Phó Hà Nội, và Toà Thánh cho đây là biện pháp toàn bộ nên giải pháp bất thành.
Sau đó, trong một cuộc họp, phái đoàn Toà Thánh đưa ra giải pháp toàn bộ mới. Trong đó bớt đi đề nghị đầu tiên so với năm 1992 và vẫn giữ nguyên 2 đề nghị sau về các giám mục Huỳnh Văn Nghi và Nguyễn Văn Thuận. Tuy vậy, chính phủ chỉ đồng ý đề nghị về phần Giám mục Nghi mà không chấp nhận Giám mục Thuận ra Hà Nội, vì là một giải pháp toàn bộ nên Toà Thánh không bổ nhiệm Giám mục Nghi làm Tổng giám mục Phó Sài Gòn như đã định. Năm 1994, Tổng giám mục Giám quản Phạm Đình Tụng chính thức được Tòa Thánh bổ nhiệm làm Tổng Giám mục Hà Nội. Lễ nhậm chức Tổng giám mục của Giám mục Tụng được cử hành vào ngày 14 tháng 8 năm 1994. Ngay ngày hôm sau, Tân Tổng giám mục Tụng chủ phong lễ Tấn phong giám mục cho người phụ tá mới của mình là Giám mục Phaolô Lê Đắc Trọng. Cùng năm, tại tổng Giáo phận Huế, Tòa Thánh tái bổ nhiệm Nguyên Tổng Giám mục Phó Tổng giáo phận Huế Stêphanô Nguyễn Như Thể làm Tổng giám mục giám quản tông tòa thay cho linh mục Giacôbê Lê Văn Mẫn. Vào năm 1998, Tòa Thánh chính thức bổ nhiệm Tổng Giám mục Giám quản Stêphanô Nguyễn Như Thể làm Tổng giám mục chính tòa Tổng giáo phận Huế. Còn tại giáo phận Thái Bình, sau khi Hồng y Giám quản Trịnh Văn Căn qua đời, Tòa Thánh bổ nhiệm người phụ tá của ông tại Tổng giáo phận Hà Nội là Giám mục Phanxicô Xaviê Nguyễn Văn Sang làm Tân Giám mục chính tòa giáo phận Thái Bình. Giám mục Sang nhận chức ở giáo phận Thái Bình năm 1991.
Tại Giáo phận Thanh Hóa, sau cái chết của Hồng y Trịnh Văn Căn, Tổng giám mục Hà Nội - đồng thời là Giám quản Giáo phận. Linh mục Antôn Trần Lộc thay thế ông làm Giám quản Tông Tòa cho đến khi Tân Giám mục chính tòa Bartôlômêô Nguyễn Sơn Lâm được Tòa Thánh thuyên chuyển từ Giám mục chính tòa Giáo phận Đà Lạt về đây vào năm 1994. Còn tại giáo phận Hưng Hóa, ngày 22 tháng 1 năm 1989 Giám mục Giuse Phan Thế Hinh qua đời, Linh mục Nguyễn Phụng Hiểu được chọn làm Giám quản giáo phận và về cư trú ở Sơn Tây. Hồng y Căn là giám quản giáo phận này từ năm 1989, tuy nhiên chỉ có thể gặp linh mục Tổng Đại diện Phaolô Nguyễn Khắc Hy và một linh mục khác. Năm 1990, Giáo hoàng Gioan Phaolô II bổ nhiệm linh mục Giám quản Giuse Nguyễn Phụng Hiểu làm Giám mục chính tòa giáo phận Hưng Hóa.

## Những đóng góp chính đối với Công giáo Việt Nam

### Chăm sóc giáo dân tại miền Bắc
Trong thời gian làm Chánh xứ, linh mục Giuse Căn đã cho thực hiện hai công trình lớn tại xứ đạo Hà Nội là xây nhà nguyện trong khuôn viên Bệnh viện Phủ Doãn (nay là Bệnh viện Việt – Đức) được khánh thành năm 1958 và trùng tu Nhà thờ chính tòa Hà Nội, một thánh đường cổ kính được xây cất từ năm 1884 và hoàn thành năm 1888 dưới thời Giám mục Puginier Phước (1835 – 1892). Để khắc phục sự khó khăn về kinh phí tu sửa nhà thờ chính tòa Hà Nội, ông tổ chức xổ số trong giáo xứ với 100.000 vé phát hành, mỗi vé 5 đồng. Các hội đoàn, giáo dân, thiếu nhi... trong giáo xứ đều hưởng ứng ủng hộ nên vé bán hết và sau đó ngày mở số diễn tiến tốt đẹp. Nhiều người trúng giải đã tặng lại cho quỹ để trùng tu nhà thờ.
Năm 1963 khi linh mục Giuse Trịnh Văn Căn được tấn phong làm Tổng giám mục Phó của Tổng giáo phận Hà Nội, lúc bấy giờ Tổng giáo phận có 157.000 giáo dân, 51 linh mục, và 112 nhà thờ. Năm 1978 khi Giuse Maria Trịnh Văn Căn trở thành Tổng giám mục Hà Nội thì lúc đó con số giáo dân đã tăng lên rất nhiều. Khi Tổng giáo phận Hà Nội thiếu linh mục, ông cố gắng mở cửa lại Đại chủng viện Hà Nội dù hoàn cảnh lúc đó rẩt khó khăn cho đến khi đại chủng viện phát triển không chỉ đào tạo linh mục cho Hà Nội mà còn cho nhiều Giáo phận Miền Bắc. Ông cho người đến các trại cải tạo thăm nuôi những linh mục bị giam cầm trong khi ông tiếp xúc với chính quyền đề nghị cho các linh mục đang bị quản chế được về thi hành mục vụ. Trong suốt 27 năm làm Giám mục, ông đã truyền chức cho rất nhiều Giám mục miền Bắc. Ngoài ra với cương vị người đứng đầu Tổng giáo phận Hà Nội, ông đã nhiều lần phong chức linh mục tuy số lượng khá ít do hoàn cảnh chính trị xã hội không cho phép. Dưới thời hai đời hồng y Hà Nội là Trịnh Như Khuê và Trịnh Văn Căn đều không chấp nhận việc truyền chức linh mục chui, như các trường hợp của các giáo phận xung quanh. Về vấn đề đào tạo giáo lý, ông cho tái lập hàng ngũ giáo lý viên sau hàng thập niên trì trệ trong thời kỳ cấm cách, bắt đầu từ năm 1980, cùng với sự cộng tác của Dòng Mến Thánh Giá Hà Nội. Giám mục Đặng Đức Ngân nhắc về việc ông gần gũi với giáo dân Tổng giáo phận Hà Nội:Niềm vui trong đời sống mục tử, bắt nguồn từ niềm vui trong Chúa, luôn thu hút mọi người đến với ngài, và dù chỉ dăm, mười phút được gặp gỡ, nhưng Ngài không từ chối gặp bất cứ ai: gặp gỡ để hỏi han, gặp gỡ để cảm thông, gặp gỡ để giúp đỡ và sự gặp gỡ luôn mang lại niềm vui mừng cho con cái trong Giáo phận, cũng như sự trân trọng của anh chị em lương dân.
Những năm cuối đời, ông còn kiêm thêm nhiệm vụ làm Giám mục Giám quản Tông Toà theo yêu cầu của Tòa Thánh tại các giáo phận như: Giáo phận Hưng Hoá, Giáo phận Thanh Hoá, Giáo phận Thái Bình và đặc biệt là Tổng giáo phận Huế.

### Dịch Kinh Thánh và sưu tầm Thánh Ca

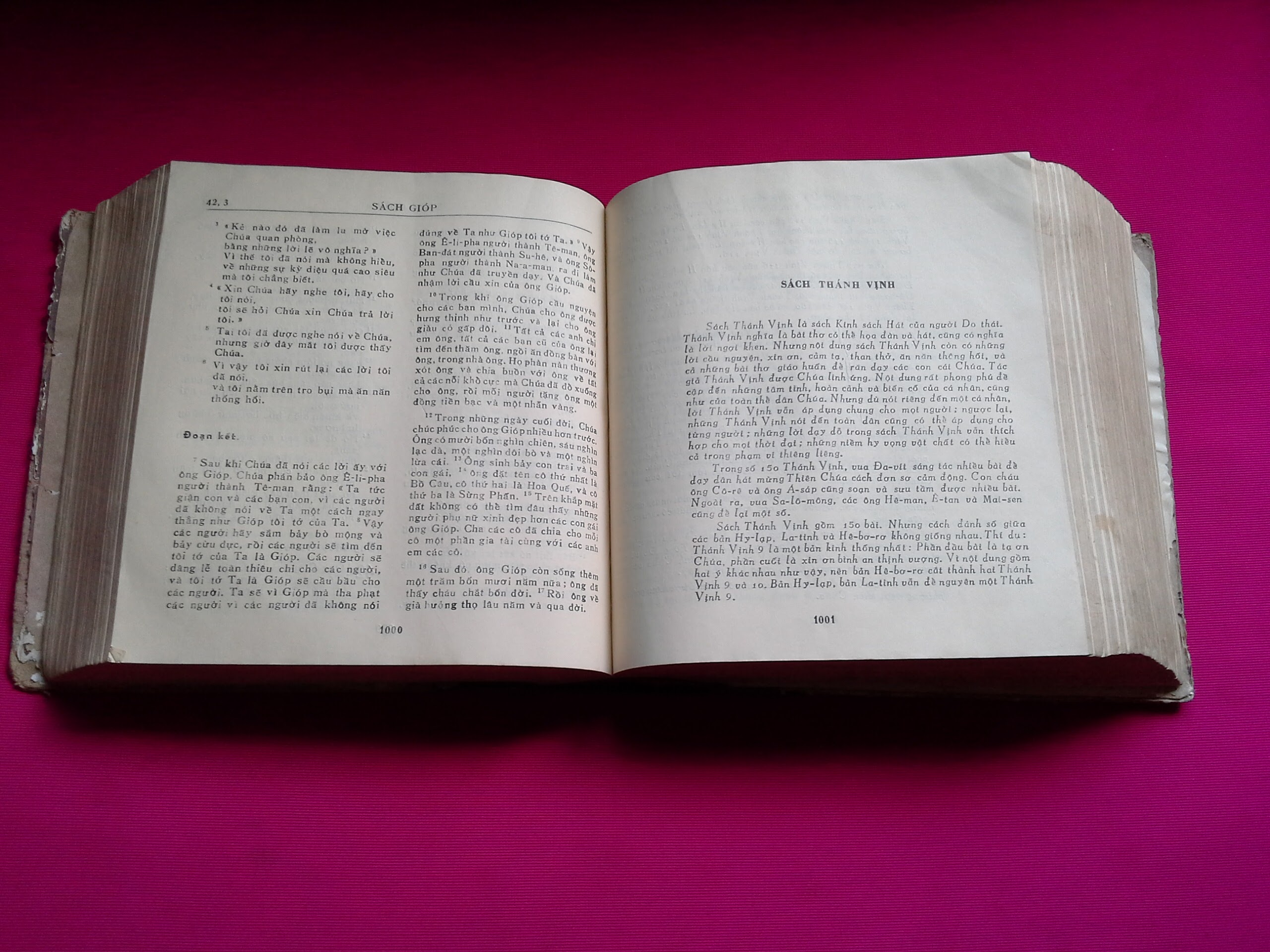
Một trang trên dịch phẩm Kinh Thánh do Giuse Maria Trịnh Văn Căn dịch và được xuất bản năm 1985.

Từ năm 1972, Giuse Maria Trịnh Văn Căn bắt đầu tổ chức dịch Kinh Tân ước. Dù bị giới hạn bởi hoàn cảnh chiến tranh, nhưng tính tới năm 1975, bộ sách đã xuất bản được hơn 5.000 cuốn. Đến năm 1978, ông tiếp tục dịch Kinh Cựu ước và hoàn thành trước năm 1985. Ông dịch Kinh Thánh dựa vào Bible de Jérusalem và tham khảo tiếng Hipri và Hy Lạp. Năm 1985, trong hoàn cảnh khó khăn của thời kỳ Đổi mới, Tòa Tổng giám mục Hà Nội đã nỗ lực để xuất bán toàn bộ bản dịch Kinh Thánh của ông. Một bản sao của bộ Kinh Thánh ông dịch được xuất bản tại Quận Cam, California cùng năm. Các bản dịch do ông chủ biên được đánh giá là sử dụng ngôn ngữ thông thường với lời văn bình dị, dễ hiểu, nghe xuôi hơn so với các bản dịch cũ. Tuy nhiên cũng không tránh khỏi nhiều chỗ dịch khá thoáng, chưa lột được hết ý của nguyên văn. Bản dịch Kinh Thánh của ông được phân phát đến các gia đình giáo dân để họ sử dụng hàng ngày.
Ông cũng được cho là có công lớn trong việc chỉnh lý, dịch giả, hệ thống hóa và phổ biến rộng rãi những bài vãn cổ dâng hoa. Dù đã lớn tuổi nhưng ông vẫn học thành công việc đánh đàn. Ông đã bỏ nhiều công sức để ghi nhạc, sửa lời những bài văn quý bị mai một và đã xuất bản được 7 bộ dâng hoa. Đây được đánh giá là những tư liệu quý cho nghiên cứu âm nhạc dân tộc và sự hội nhập văn hóa của Công giáo Việt Nam vào dòng âm nhạc dân tộc. Từ năm 1973, ông dịch những bài hát tiếng Latinh sang tiếng Việt, xuất bản 3 tập Thánh Ca I, II, III vào năm 1976 và tập IV vào năm 1986 hoặc 1987. Năm 1989 thì lại xuất bản cuốn "Học đàn, học nhạc, học hát". Năm 1990, Sách truyện các thánh tử đạo Việt Nam gồm hai tập do ông chủ biên được phát hành.

### Tạo mối quan hệ với chính quyền trong nước, quốc tế
Giuse Maria Trịnh Văn Căn là người xúc tiến thành lập Hội đồng Giám mục Việt Nam năm 1980. Ông tổ chức đàm thoại với chính quyền và Ban Tôn giáo Chính phủ Việt Nam để bàn thảo về việc thành lập Hội đồng Giám mục Việt Nam thống nhất với đầy đủ tư cách pháp lý. Cuối tháng 4 năm 1980, 33 giám mục toàn quốc đã đến Hà Nội dự Đại hội thành lập Hội đồng Giám mục Việt Nam. Đại hội đã chọn Hồng y Trịnh Văn Căn làm Chủ tịch đầu tiên. Đây là một biến cố quan trọng đối với Giáo hội Công giáo Việt Nam vì lần đầu tiên các giám mục cả nước gặp nhau và cùng đưa ra một đường hướng mục vụ chung mới.
Lúc sinh thời, Giuse Maria Trịnh Văn Căn luôn là người thay mặt cho Giáo hội Việt Nam trong các hoạt động ngoại giao với Toà thánh Vatican, kể cả khi còn làm tổng giám mục phó, dưới quyền Tổng giám mục Trịnh Như Khuê. Ông nhiều lần đi dự các Đại hội, các phiên Thượng Hội đồng Giám mục do Toà thánh Vatican tổ chức, đặc biệt là các phiên họp vào trước năm 1975 dù trong hoàn cảnh bấy giờ, bang giao giữa Tòa Thánh Vatican và chính quyền Việt Nam Dân chủ Cộng hòa hoàn toàn bị cắt đứt. Năm 1963, Trịnh Văn Căn thay mặt Tổng giám mục đi dự Công đồng chung Vatican II. Năm 1974, ông thay mặt Tổng giám mục đại diện cho Giáo hội Bắc Việt Nam đi Rôma dự Thượng hội đồng Giám mục Thế giới. Ông đã có bài phát biểu nổi bật nói về nếp sống và giữ đạo tại Việt Nam trong các hoàn cảnh có nhiều khó khăn. Ông cũng đi dự Thượng Hội đồng Giám mục Thế giới khóa ngoại lệ năm 1985 với chủ đề "The Twentieth Anniversary of the Conclusion of the Second Vatican Council" (Kỷ niệm 20 năm bế mạc Công Đồng Vatican II). Đến năm 1987, ông được chọn tham gia Đại hội đồng Giám mục thế giới khoá VII chủ đề "The Vocation and Mission of the Lay Faithful in the Church and in the World" (Các ơn gọi và sứ mệnh của các tín hữu giáo dân trong Giáo hội và trong thế giới) với chức vị chủ tịch đại biểu, nhưng sau đó ông không đi được đi do bị bệnh. Ngoài ra, Giuse Maria Trịnh Văn Căn cũng là người hoàn tất việc xúc tiến mở hồ sơ phong thánh cho các thánh tử đạo Việt Nam. Dù phải chịu nhiều áp lực và phản đối từ phía chính quyền, Hồng y Căn đã giải quyết thành công nhiều vấn đề phức tạp và tế nhị với giữ vững được ý nghĩa của tôn giáo. Những điều đó có ảnh hưởng quan trọng đối với Giáo hội Công giáo Việt Nam.

## Tông truyền
Giuse Maria Trịnh Văn Căn được Toà Thánh bổ nhiệm làm Tổng giám mục phó Tổng giáo phận Hà Nội vào ngày 5 tháng 2 năm 1963. Ông được Tổng giám mục Giuse Maria Trịnh Như Khuê tấn phong giám mục vào ngày 2 tháng 6 năm 1963 tại Nhà thờ Lớn Hà Nội, thời Giáo hoàng Gioan XXIII.
Dưới đây là sơ đồ tính Tông truyền từ giám mục Việt Nam đầu tiên được giám mục ngoại quốc chủ phong cho đến đời Hồng Y Trịnh Văn Căn.
Các giám mục được Giuse Maria Trịnh Văn Căn tấn phong:
| Thứ tự | Giám mục được Giuse Maria Trịnh Văn Căn chủ phong | Giám mục được Giuse Maria Trịnh Văn Căn phụ phong | Chức vụ tại thời điểm được tấn phong   | Thời gian            | Ghi chú                         |
| ------ | ------------------------------------------------- | ------------------------------------------------- | -------------------------------------- | -------------------- | ------------------------------- |
| 1      |                                                   | Phêrô Maria Nguyễn Năng                           | Giám mục chính tòa Giáo phận Vinh      | 12 tháng 3 năm 1971  | Thời Giáo hoàng Phaolô VI       |
| 2      |                                                   | Đa Minh Maria Lê Hữu Cung                         | Giám mục chính tòa Giáo phận Bùi Chu   | 19 tháng 6 năm 1975  | Thời Giáo hoàng Phaolô VI       |
| 3      | Giuse Phan Thế Hinh                               |                                                   | Giám mục phó Giáo phận Hưng Hoá        | 14 tháng 11 năm 1976 | Thời Giáo hoàng Phaolô VI       |
| 4      | Giuse Nguyễn Thiện Khuyến                         |                                                   | Giám mục phó Giáo phận Phát Diệm       | 24 tháng 4 năm 1977  | Thời Giáo hoàng Phaolô VI       |
| 5      | Giuse Maria Nguyễn Tùng Cương                     |                                                   | Giám mục chính tòa Giáo phận Hải Phòng | 18 tháng 2 năm 1979  | Thời Giáo hoàng Gioan Phaolô II |
| 6      | Phêrô Gioan Trần Xuân Hạp                         |                                                   | Giám mục chính tòa Giáo phận Vinh      | 04 tháng 3 năm 1979  | Thời Giáo hoàng Gioan Phaolô II |
| 7      | Giuse Maria Vũ Duy Nhất                           |                                                   | Giám mục phó Giáo phận Bùi Chu         | 08 tháng 8 năm 1979  | Thời Giáo hoàng Gioan Phaolô II |
| 8      | Giuse Maria Đinh Bỉnh                             |                                                   | Giám mục phó Giáo phận Thái Bình       | 08 tháng 12 năm 1979 | Thời Giáo hoàng Gioan Phaolô II |
| 9      | Phanxicô Xaviê Nguyễn Văn Sang                    |                                                   | Giám mục Phụ tá Tổng giáo phận Hà Nội  | 22 tháng 4 năm 1981  | Thời Giáo hoàng Gioan Phaolô II |
| 10     | Giuse Nguyễn Văn Yến                              |                                                   | Giám mục phó Giáo phận Phát Diệm       | 16 tháng 12 năm 1988 | Thời Giáo hoàng Gioan Phaolô II |
| 11     | Giuse Maria Nguyễn Quang Tuyến                    |                                                   | Giám mục phó Giáo phận Bắc Ninh        | 25 tháng 1 năm 1989  | Thời Giáo hoàng Gioan Phaolô II |

## Nhận định
Ngày 18 tháng 5 năm 1991 vào lễ giỗ đầu tiên của Hồng y Giuse Maria Trịnh Văn Căn, Tổng giám mục Phó Tổng giáo phận Thành phố Hồ Chí Minh Phanxicô Xaviê Nguyễn Văn Thuận giảng cho chủng viện Tổng giáo phận Hà Nội và nói về Hồng y rằng:
| “ | Đức Hồng y là một mục tử nhân lành, vì Ngài rất yêu thương kẻ nghèo khó. Ngài yêu thương một cách kín đáo. Ai đến xin giúp đỡ, Ngài đều không từ chối. Ai bị mắc ngăn trở gì, Ngài cố gắng tìm cách tháo gỡ. Ai buồn phiền thất vọng, Ngài an ủi và khuyên bảo. Ai đau khổ, Ngài như cùng đau khổ với họ. Thứ hai là Ngài yêu mến Lời Chúa. Ngài tìm mọi cách để có đủ sách hát, sách dâng hoa, sách kinh cho giáo dân. Chính Ngài cũng đặt thêm nhiều kinh để giáo dân dễ cầu nguyện, và nhất là Ngài cố công hợp tác với một vài người dịch cuốn Kinh Thánh rồi phổ biến rộng rãi để mọi người có thể đọc và tìm hiểu cũng như sống Lời Chúa. Thứ ba là Ngài có lòng sùng kính Đức Mẹ cách đặc biệt. Ngài luôn cổ võ giáo dân yêu mến và phó thác trong tay Mẹ. | ” |
| — | |   |

Trong bài phát biểu của Giám mục Phanxicô Xaviê Nguyễn Văn Sang, Giám mục Sang nhận xét về Hồng y Trịnh Văn Căn khi chia sẻ về biến cố xã hội và trong Giáo hội:
| “ | Đức Hồng y Giuse Maria thường được đánh giá trong cuộc sống là "người hiền lành đến mức dễ dàng". Song, trong việc phong thánh, ngài tỏ ra hết sức kiên cường, gan dạ vô cùng. | ” |
| — | |   |

Vào năm 2015, Hồng y, Tổng giám mục Hà Nội Phêrô Nguyễn Văn Nhơn cùng nhiều linh mục trong và ngoài Tổng giáo phận tham dự thánh lễ giỗ. Trong bài giảng tưởng nhớ về Hồng y Căn, Giám mục Lôrensô Chu Văn Minh có nhận xét về cuộc đời của vị Hồng y thứ hai của Công giáo Việt Nam này như sau:
| “ | Ngài là con người cương trực, đơn sơ và khôn ngoan. Ngài là vị chủ chăn đã biết nhìn nhận thời cuộc để lèo lái con thuyền Giáo hội Việt Nam nói chung và Tổng giáo phận Hà Nội nói riêng vượt qua những gian nan thử thách và mở ra với thế giới đang mỗi ngày một đổi thay, đặc biệt sự mở ra này thật là thích hợp trong bối cảnh chính trị và xã hội trong nước vào những thập niên 80, thời kỳ của một đất nước đang chuyển mình để tiến vào giai đoạn mở ra với thế giới. | ” |
| — | |   |

Trong lễ giỗ 29 năm của Hồng y Trịnh Văn Căn, Tổng giám mục Giuse Vũ Văn Thiên trích dẫn lại một số nhận định của của báo chí phương Tây về ba vị giám mục của Giáo hội Công giáo Việt Nam:
| “ | Đức cha Philipphê Nguyễn Kim Điền, Tổng Giám mục Tổng Giáo phận Huế, một Giám mục "kiên cường"; Đức Hồng y Phaolô Giuse Phạm Đình Tụng, Giám mục Giáo phận Bắc Ninh, một Giám mục "trung thành", và Đức Cố Hồng Y Giuse Maria Trịnh Văn Căn, Tổng giám mục Giáo phận Hà Nội, một Giám mục "thánh thiện". | ” |